# 秋山儀四郎
秋山 儀四郎（あきやま ぎしろう、1845年（弘化2年） - 1915年（大正4年）10月27日）は、岡山県倉敷市出身の実業家。

## 来歴
1845年、備中国倉敷で秋山文三郎の二男として生まれた。生家である天城屋は、代々米問屋と味噌糀の製造を兼業していた。
14歳で家業を手伝い、後に伯母の繁井屋を継ぎ、米問屋を経営した。
1865年（慶応元年）大坂堂島で仲買を始める。明治維新の際に一旦岡山へ帰り、「繁儀」の商号で米穀仲買を営む。
1870年（明治3年）再び堂島で開業する。1884年（明治17年）堂島で売買両派の対立があった際、売派の頭取の五代友厚一派の不正を摘発し、注目された。
1892年（明治25年）堂島より引退する。
引退後は、大阪演芸会社を設立し、角、浪速の二座を経営する。売上金を、閑谷学校の維持費、岡山県武学生養成会基金などへ多額の寄付をした。
1915年10月27日死去。享年71。

## エピソード
日清戦争の前、陸軍の廃銃、5800挺の払い下げを受け、清国へ売却しようとしたが、両国の交戦が激しくなると考え、契約を破棄し、廃銃は全国の中等学校へ寄贈した。

## 親族
- 長男 秋山定輔（新聞人、衆議院議員）[3]